# Procediment il·legal
Procediment il·legal (títol original: Stakeout) és una pel·lícula estatunidenca de John Badham, amb Richard Dreyfuss i Emilio Estevez, estrenada l'any 1987. Ha estat doblada al català.

## Argument
Seattle. L'oficial de policia Chris Lecce i el seu soci, Bill Reimers, són encarregats per l'FBI de vigilar el pis de Maria McGuire, l'ex-companya d'un perillós pistoler, evadit fa poc, Richard "Stick" Montgomery. Els dos homes s'estableixen en un pis buit, cara a la casa de la jove, i hi instal·len telescopis, càmeres, micros i magnetòfons. L'espera comença. L' "amagatall" és més trist, ja que Chris i Bill travessen un mal moment: al primer l'acaba de deixar la seva dona; el segon, que es llangueix de la seva ardent meitat, resulta ser un mediocre interlocutor. Fent-se passar per un reparador, Chris posa un "xivato" en el telèfon de Maria. Coneix la jove, que el sedueix immediatament.
Aquesta pel·lícula va tenir una continuació "Another Stakeout"

## Repartiment
- Richard Dreyfuss: Chris Lecce
- Emilio Estevez: Bill Reimers
- Madeleine Stowe: Maria McGuire
- Aidan Quinn: Richard "Stick" Montgomery
- Dan Lauria: Phil Coldshank
- Forest Whitaker: Jack Pismo
- Ian Tracey: Caylor Reese
- Earl Billings: capità Giles
- Jackson Davies: agent especial Lusk
- J.J. Makaro: B.C.
- Scott Andersen: Reynaldo McGuire
- Tony Pantages: Tony Harmon
- Beatrice Boepple: Carol Reimers
- Kyle Woida: Jeffrey Reimers
- Don S. Davis: sentinella

## Premis
- Premi Edgar-Allan-Poe al millor guió